# Papiermolen (plaats)
Papiermolen was een buurtschap bij de Nederlandse stad Groningen, gelegen aan het Hoornsediep. De onverharde weg langs de molen werd Papiermolenlaan genoemd. Op de plek van de buurtschap ligt sinds 1955 zwembad De Papiermolen.

## Ontstaan
De buurtschap ontstond een aantal decennia na de aanleg van de Helperlinie. In 1733 verkreeg ondernemer Wessel(us) Sevensteern toestemming van het Groninger stadsbestuur voor de bouw van een papiermolen aan de Westerredoute van de Helperlinie, waar de waterkwaliteit geschikt was voor de fabricage van papier. Hij zag een kans omdat er een grote vraag naar papier was ontstaan door de groei van het aantal boekdrukkerijen en studenten in de stad. In 1734 realiseerde hij daarop deze papiermolen, waar oude lompen tot papier verwerkt werden. Bij de molen verrezen werkhuizen, pakkamers, droogschuren en paardenstallen. De meeste werkzaamheden werden 's nachts verricht. Omdat de poorten van de stad dan gesloten waren, werden tussen 1738 en 1744 ook een aantal arbeiderswoningen voor de lompenscheurders en papierscheppers gebouwd aan oostzijde van de molen. Later werden er meer woningen gebouwd. In 1772 werkten er 90 mensen bij de molen. Begin 19e eeuw droeg de molen de naam Werklust.

## Arbeidersbuurt
Na de uitvinding van de papiermachine werd het handmatig maken van papier uit lompen naar verhouding te duur. De overigens goed draaiende molen werd daarop gesloopt in 1843. De woningen bleven bestaan. In 1873 werd de westelijke aanbouw van de molen vernieuwd. De Papiermolenlaan liep oorspronkelijk dood bij de molen, maar werd in die tijd doorgetrokken.
In 1881 werd de voormalige werkplaats bij de molen door pandjesbaas-timmerman Rijkwert Harms Mulder verbouwd tot 8 rug-aan-rug-woningen met een winkel in de kopwoning. In deze winkel werden vooral kruidenierswaren en huishoudelijke artikelen verkocht. Ook bouwde hij er voor zichzelf een woning met werkplaats. In 1882 bouwde Mulder er nog een blok van 6 rug-aan-rug-woningen. In 1933 brandden een aantal woningen af. In 1943 verrees er nog een nieuwe boerderij. In het buurtje woonden vooral moeskers en koemelkers.
Het buurtje vormde onderdeel van een wandelroute van het Sterrebos naar het Stadspark, waarbij het Hoornsediep via een pontje kon worden overgestoken. De buurt werd ook bezocht door kunstenaars, zoals Willem Barend van Marle, die het buurtje en overwinterende schepen in het Helperdiepje in 1944 vastlegde op een schilderij.

## Sloop
Eind jaren 1940 werden plannen gemaakt voor de bouw van een nieuw gemeentelijk zwembad, waarbij uiteindelijk deze plek werd uitgekozen vanwege de waterkwaliteit. Het zwembad moest deel uit gaan maken van een gepland wijkpark. Dit Rabenhauptpark had als groene long tussen het Sterrenbos en het Stadspark moeten fungeren, maar is nooit volledig gerealiseerd. De gemeente zag bij de aanleg bovendien een mooie kans om van het vervallen arbeidersbuurtje af te komen. In 1953 werd het besluit gegeven tot de sloop van de buurt. De boer van de in 1943 gebouwde boerderij (nog maar 10 jaar oud) weigerde echter te vertrekken en werd pas in 1958 onteigend, waarop de boerderij alsnog gesloopt werd en er de kleuterweide werd aangelegd.

## Galerij: De buurtschap vlak voor de sloop in 1953

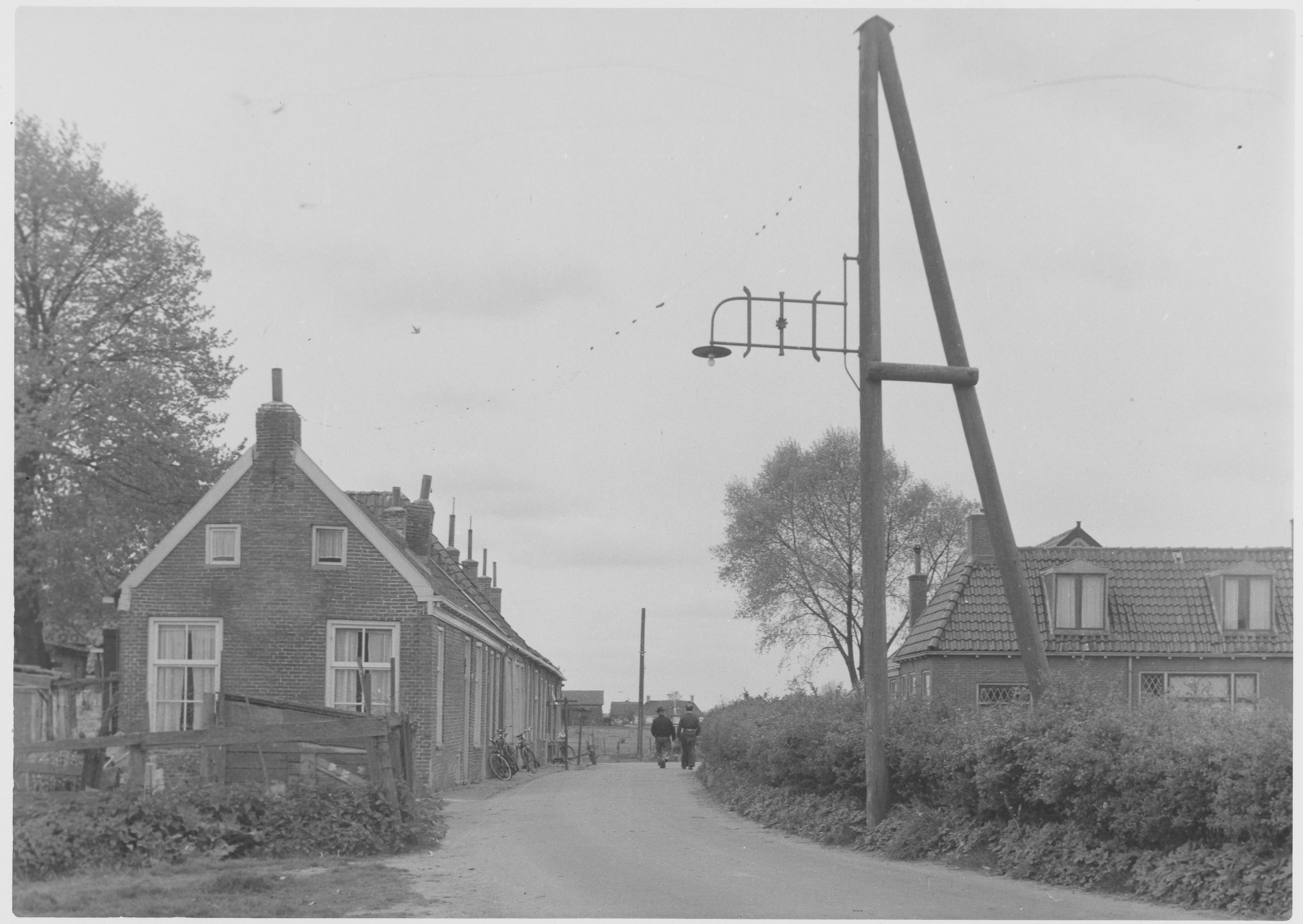
De buurtschap gezien naar het westen met telefoonpaal met straatlantaarn
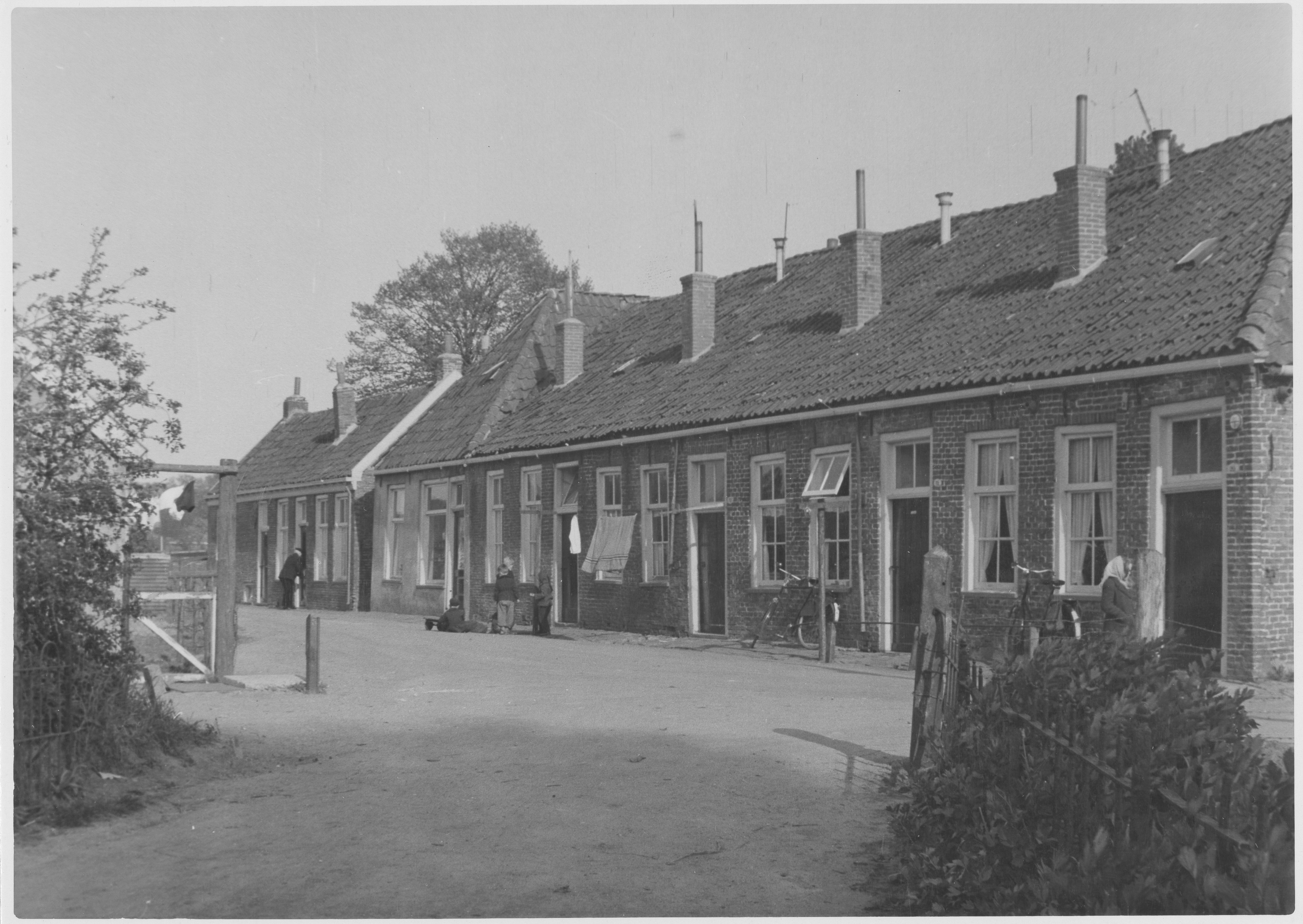
Rijwoningen aan noordzijde
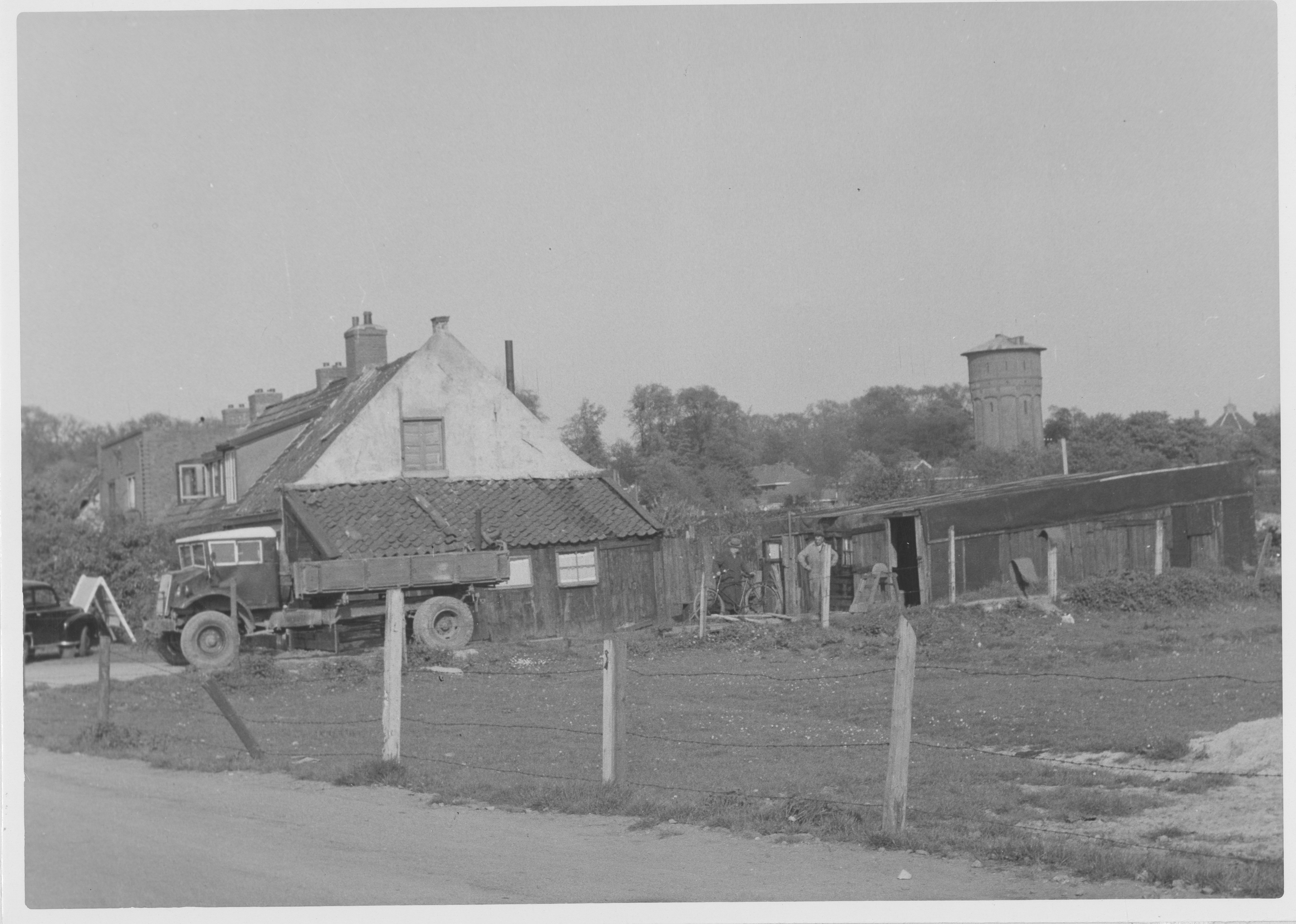
Woning met schuren en vrachtwagen. Op de achtergrond de watertoren in het Sterrebos.